# Acrocercops chalceopla
Acrocercops chalceopla là một loài bướm đêm thuộc họ Gracillariidae. Loài này có ở Queensland.